# (14046) Keikai
(14046) Keikai est un astéroïde de la ceinture principale.

## Description
(14046) Keikai est un astéroïde de la ceinture principale. Il fut découvert le 17 novembre 1995 à Nanyo par Tomimaru Okuni. Il présente une orbite caractérisée par un demi-grand axe de 2,28 UA, une excentricité de 0,11 et une inclinaison de 5,7° par rapport à l'écliptique.

## Compléments